# Orthenches
Orthenches is een geslacht van vlinders van de familie koolmotten (Plutellidae).

## Soorten
- O. celeterica Bradley, 1982
- O. clytandra Meyrick, 1931
- O. chartularia Meyrick, 1924
- O. chlorocoma Meyrick, 1885
- O. delosticha Bradley, 1962
- O. dictyarcha Meyrick, 1927
- O. disparilis Meyrick, 1931
- O. dissimulatrix Meyrick, 1931
- O. drosochalca Meyrick, 1905
- O. epiphricta Meyrick, 1907
- O. glypharcha Meyrick, 1919
- O. homerica (Salmon, 1956)
- O. liparochroa Turner, 1923
- O. nivalis Philpott, 1927
- O. osteacma Meyrick, 1931
- O. pleurosticta Turner, 1923
- O. polita Philpott, 1918
- O. porphyritis Meyrick, 1886
- O. prasinodes Meyrick, 1886
- O. saleuta Meyrick, 1913
- O. semicretata Meyrick, 1931
- O. semifasciata Philpott, 1915
- O. septentrionalis Philpott, 1930
- O. similis Philpott, 1924
- O. ungulata Meyrick, 1913
- O. vinitincta Philpott, 1917
- O. virgata Philpott, 1920